# Lulu (prénom)
Pour les articles homonymes, voir Lulu.
Lulu est un prénom féminin.

## Sens et origine du prénom
- Prénom féminin d'origine nord-amérindienne[1].
- Prénom qui signifie "lièvre"[2].
- À ne pas confondre avec le surnom "Lulu" donné dans de nombreux pays, par exemple en France, comme diminutif de "Lucien" ou "Lucienne".

## Prénom de personnes célèbres et fréquence
- Très peu usité aux États-Unis comme prénom[3]
- Prénom qui a été donné une fois en France[4].

## Prénom de personnages de fiction
- Lulu - Personnage créé par Frank Wedekind, qui apparait dans la pièce Erdgeist (1895) and Die Büchse der Pandora (1903).
- Little Lulu - Personnage de bande dessinée.
- Lulu - Personnage de Final Fantasy X.
- Lulu - Personnage du jeu vidéo The Legend of Zelda.
- Lulu - Surnom de Lelouch Lamperouge, un personnage de dessin animé.
- Lulu - Nom d’un personnage du jeu video League of Legends

## Surnom
Couramment utilisé comme surnom dans plusieurs pays du monde.
- Lulu ou Marie McDonald McLaughlin Lawrie - Chanteuse de musique pop
- Lulu ou Lulu Li - Actrice chinoise
- Lulu ou Louise Brooks - Star du film "Pandora's Box".
- Lulu le Chinois est le surnom de Lucien Bodard
- Lulu Gainsbourg (1986 - ) ou Lucien Gainsbourg, artiste et musicien, fils de Serge Gainsbourg et Bambou